# بل سفيد
بل سفيد (بالفارسية: پل سفید) هي منطقة سكنية تقع في إيران في قسم. يقدر عدد سكانها بـ 8,473 نسمة .